# Sasa septentrionalis
Sasa septentrionalis là một loài thực vật có hoa trong họ Hòa thảo. Loài này được Makino miêu tả khoa học đầu tiên năm 1928.